# Rajczi Rezső
Rajczi/Rajczy Rezső (Rajczi Rudolf Kálmán) (Debrecen, 1886. július 6. – Budapest, 1920. január 22.) magyar vasúti tisztviselő, eszperantista és szocialista aktivista.

## Életpályája

### Családja, korai évek
Rajczy Vilmos (1845–1905) és Wagner Ilka/Vágner Ilma ötödik gyermeke volt. Apai nagyapja énekelni kezdett Ráckevén, anyai nagyapja Szendrőn. Apja az első között dolgozott a Magyar Állami Vasutaknál. Apja 1873-ban Losoncon dolgozott vasúti tisztként. Később édesapja különböző helyszíneken dolgozott Észak-Magyarországon, majd Debrecenben.
Rajczi Rezső a debreceni általános iskolába járt, majd középiskolába járt. Az intézetbe 102 fiatal íratkozott be, a magas elvárások miatt csak 22 fejezte be. Tóth Árpád és Térey Sándor osztálytársa volt.
Rajczi beszélt franciául, németül, de közvetlen a diploma megszerzése után egy középiskolában, Kisújszálláson latin nyelvvizsgát tett.
1904. szeptemberében a Debreceni Jogi Akadémián tanult, amelyet 1905 őszén a Kolozsvári Tudományegyetem jogi és államtudományi tanszékén folytatott. 1910 tavaszán doktorált, ügyvéd lett a Debreceni Állami Vasutaknál.

### Egy lelkes eszperantista
1905-ben egyidejűleg lett eszperantista és vegetáriánus.
1906. februárjában két eszperantó osztálytársával alapította a debreceni ügyvédi iskola eszpreantó szervezetének tagjait, tanfolyamokat vezetett fiatalok számára. Sok éven keresztül életre keltette az E-mozgalmat Debrecenben. Rajczi 1907 tavaszától kezdve együttműködött a Magyar Eszperantó Egyesület 'Esperanto' kiadványával. Első eszperantó verse, a Vágy, valószínűleg az első eszperantó vers Magyarországon.
1913 tavaszán Budapestre költözött. Ebben az évben részt vett az Egyesült Királyságban, Berne-ben szónokversenyen.

### Vegetáriánus
1914-től a Magyar Vegetáriánus Egyesület (Magyarországi Vegetáriánus Egyesület) titkára, az Eszperantó Vegetáriánusok Nemzetközi Ligája titkára volt.
Felesége – Rajczi Rezsőné – írta a Húsmentes Reform Szakácskönyv című könyvet, amelyet először 1916-ban tettek közzé, a negyedik kiadás pedig 1990-ben jelent meg. A magyar nyelvű könyv ma (2018) is antik boltokban megvásárolható.

### Szocialista aktivista
Az 1919-es Magyar Tanács előtti politikai életben tevékenykedett. 1908-ban, Debrecenben eszperantó tanfolyamot szervezett építőipari munkások számára. 1913-ban, Budapesten megismerkedett a szociáldemokrata mozgalommal, és Landler Jenő barátja lett.
1913-ban lett a Magyar Eszperantó Munkavállalók Egyesületének (Magyarországi Eszperantó Munkások Egyesülete) társalapítója.
Az első világháború alatt (1914–1918) háborúellenes akciókat végzett.
1919 februárjában a Kommunisták Magyarországi Pártja illegális központi bizottságának tagja volt, a jogi központi bizottság letartóztatását követően. A Tanácsköztársaságban a Munkaügyi és Népjóléti Népbiztosság Gyermekvédelmi Osztályának vezetőjeként és a kormány alkoholellenes tanácsának elnökeként szolgált. Tagja volt az 500 fős Központi Budapesti Munkavállalók és Katonák Tanácsának is. A Nemzetközi Nyelvi Propaganda Bizottság tiszteletbeli elnöke lett. Lefordította Nyikolaj Buharin füzeteit is.

## Halála és emlékezete
A Tanácsköztársaság 1919 augusztusában történt bukása után 1919. szeptember 4-én letartóztatták politikai tevékenysége miatt, tüdőbeteg lett, amely miatt egy tízhetes kórházi betegség után, 1920. január 22-én meghalt. Két gyermeke volt.
Magyarország kommunista korszakában (1948–1989) a kommunista párt mártírjaként emlékeznek rá. 1971-ben Budapest VI. kerületében emléktáblát avattak tiszteletére.
Sírja a Farkasréti temetőben található (2-3-129).

## Műfordítása
- Nicholas Bukharin: Az imperializmus diktaturájától proletárdiktaturáig (1919)

## Fordítás
- Ez a szócikk részben vagy egészben  a   Rezső Rajczi című eszperantó Wikipédia-szócikk ezen változatának fordításán alapul.  Az eredeti cikk szerkesztőit annak laptörténete sorolja fel. Ez a jelzés csupán a megfogalmazás eredetét és a szerzői jogokat jelzi, nem szolgál a cikkben szereplő információk forrásmegjelöléseként.